# Idioma silla
El idioma silla o idioma de Silla, fue hablado en el antiguo Reino de Silla (57 a. C.-935 d. C.), uno de los Tres Reinos de Corea.
Se ha conjeturado que el idioma de Silla podría estar relacionado con el idioma goguryeo o el idioma baekje. Registros literarios de la lengua de Silla, como los hyangga, son más numerosos que los de los idiomas Goguryeo Baekje. El idioma de Silla se considera en ocasiones como sinónimo de coreano antiguo, sin embargo se usa comúnmente como un término que cubre los tres idiomas de los Tres Reinos.